# San Junipero
San Junipero ist die vierte Folge der dritten Staffel und damit die elfte Episode der britischen Science-Fiction-Fernsehserie Black Mirror. Die Folge handelt von zwei jungen, gegensätzlichen Frauen namens Kelly und Yorkie, die sich im Jahr 1987 in der Küstenstadt San Junipero begegnen und miteinander ein Verhältnis anfangen. Im Verlauf der Episode stellt sich heraus, dass San Junipero eine Simulation ist, in der ältere Menschen nach ihrem Tod leben und die sie vor ihrem Tod fünf Stunden wöchentlich besuchen können.
Aufgrund der Leistung der beiden Hauptdarstellerinnen Gugu Mbatha-Raw und Mackenzie Davis sowie des positiven Tons und der Wendung in der Handlung wurde die Folge von Kritikern vielfach gelobt, zudem gewannen die Episode selbst sowie ihr Drehbuchautor Charlie Brooker zwei Emmys.

## Handlung
Im Jahr 1987 betritt Yorkie, eine introvertierte junge Frau, einen Nachtclub in der kalifornischen Stadt San Junipero. Sie wird von der temperamentvollen Kelly angesprochen, die eigentlich nur Wes loswerden will, mit dem sie kürzlich einen One-Night-Stand hatte und der sie wiedersehen möchte. Kelly und Yorkie kommen ins Gespräch und tanzen miteinander, allerdings fühlt sich Yorkie zunehmend unwohl und verlässt den Club. Kelly folgt ihr und versucht, sie zu verführen, Yorkie lehnt mit der Begründung ab, sie sei bereits mit einem Mann namens Greg verlobt. Eine Woche später geht Yorkie wieder in den Nachtclub und trifft sich mit Kelly auf der Toilette. Die beiden fahren zu Kellys Strandhaus und schlafen miteinander. Yorkie offenbart, zum ersten Mal mit jemandem geschlafen zu haben. Kelly sagt ihr, dass sie früher einmal mit einem Mann verheiratet war.
In der darauffolgenden Woche geht Yorkie wieder in den Club und sucht nach Kelly, findet sie aber nicht. Sie trifft auf Wes, der ihr rät, eine andere Zeit aufzusuchen. Yorkie reist daraufhin in das Jahr 2002 und findet Kelly, die aber von ihr zunächst nichts wissen möchte. Als Yorkie gerade dabei ist, zu gehen, wird sie von Kelly aufgehalten. Diese wird bald sterben und wollte deswegen keine Gefühle für Yorkie entwickeln. Die beiden haben erneut Sex, und Yorkie teilt Kelly ihren wahren Standort mit, damit sie sich in der Realität treffen können.
Es stellt sich nämlich heraus, dass San Junipero nicht wirklich existiert, sondern nur eine simulierte Realität ist. Verstorbene können nach ihrem Tod in der Simulation leben, indem ihr Bewusstsein in die Cloud „hochgeladen“ wird, ältere Menschen haben die Möglichkeit, sie ein paar Stunden in der Woche zu besuchen. Die Betroffenen nehmen dabei wieder ihre junge Gestalt an. In der Gegenwart, also im Jahr 2040, besucht die alte und krebskranke Kelly das Gesundheitszentrum, in dem Yorkie liegt. Sie erfährt vom Krankenpfleger Greg, dass Yorkie, nachdem ihre Eltern sehr negativ auf ihr Coming-out reagiert haben, im Alter von 21 Jahren absichtlich einen Autounfall herbeigeführt hat und seitdem querschnittgelähmt ist. Yorkie möchte Sterbehilfe beantragen, um für immer in San Junipero leben zu können. Da ihre Familie dies nicht genehmigen will, überlegt Yorkie, Greg zu heiraten, damit er ihr als Ehemann die Sterbehilfe ermöglicht. Kelly besucht daraufhin erneut San Junipero und macht Yorkie einen Heiratsantrag, den diese begeistert annimmt. Durch die Heirat wird Kelly zu Yorkies Vormund und genehmigt ihre Sterbehilfe.
Bei Kellys nächstem Besuch bittet die nun tote Yorkie sie, ebenfalls nach San Junipero zu kommen. Kelly lehnt ab, sie glaubt zwar nicht an ein Leben nach dem Tod, allerdings möchte sie auch nicht in der Simulation leben, da weder ihr Ehemann Richard, mit dem sie 49 Jahre lang verheiratet war, noch ihre mit 39 Jahren gestorbene Tochter Alison sich dort befinden. Es kommt zum Streit mit Yorkie, während dessen diese von Kelly geohrfeigt wird. Wutentbrannt steigt Kelly in ihr Auto und baut absichtlich einen Unfall. Als Yorkie daraufhin zu ihr eilt, verschwindet Kelly, da ihre Besuchszeit vorüber ist.
Nach einer Weile entscheidet sich Kelly, doch in San Junipero zu leben. In der realen Welt stirbt sie per Sterbehilfe und wird neben ihrem Mann und ihrer Tochter beerdigt. In der Simulation wird sie mit Yorkie vereint, die beiden fahren glücklich in den Sonnenuntergang.
Im Abspann ist der Serverraum der Firma TCKR Systems zu sehen, in dem die Bewusstseine der Bewohner von San Junipero durch Roboter verwaltet werden.

## Produktion

### Entstehung
San Junipero war die erste Folge, die für die dritte Staffel geschrieben wurde. Charlie Brooker, der Erfinder von Black Mirror und Drehbuchautor der Episode, wollte den Ton der Serie verändern und eine Folge verfassen, die die positiven Aspekte moderner Technologie aufzeigt, da bis dahin praktisch alle Episoden der Serie Technologie äußerst kritisch bewerteten. Zunächst sollte es in der Folge um eine neuartige Methode gehen, die es ermöglicht, die Existenz eines Lebens nach dem Tod zu überprüfen. Brooker verwarf diese Idee und ließ sich von sogenannter Nostalgie-Therapie inspirieren, die älteren Menschen dabei hilft, Gefühle wie Einsamkeit oder Traurigkeit zu unterdrücken. Brooker hatte mehrmals darüber nachgedacht, eine Episode in der Vergangenheit spielen zu lassen, San Junipero wurde schließlich diese Episode.

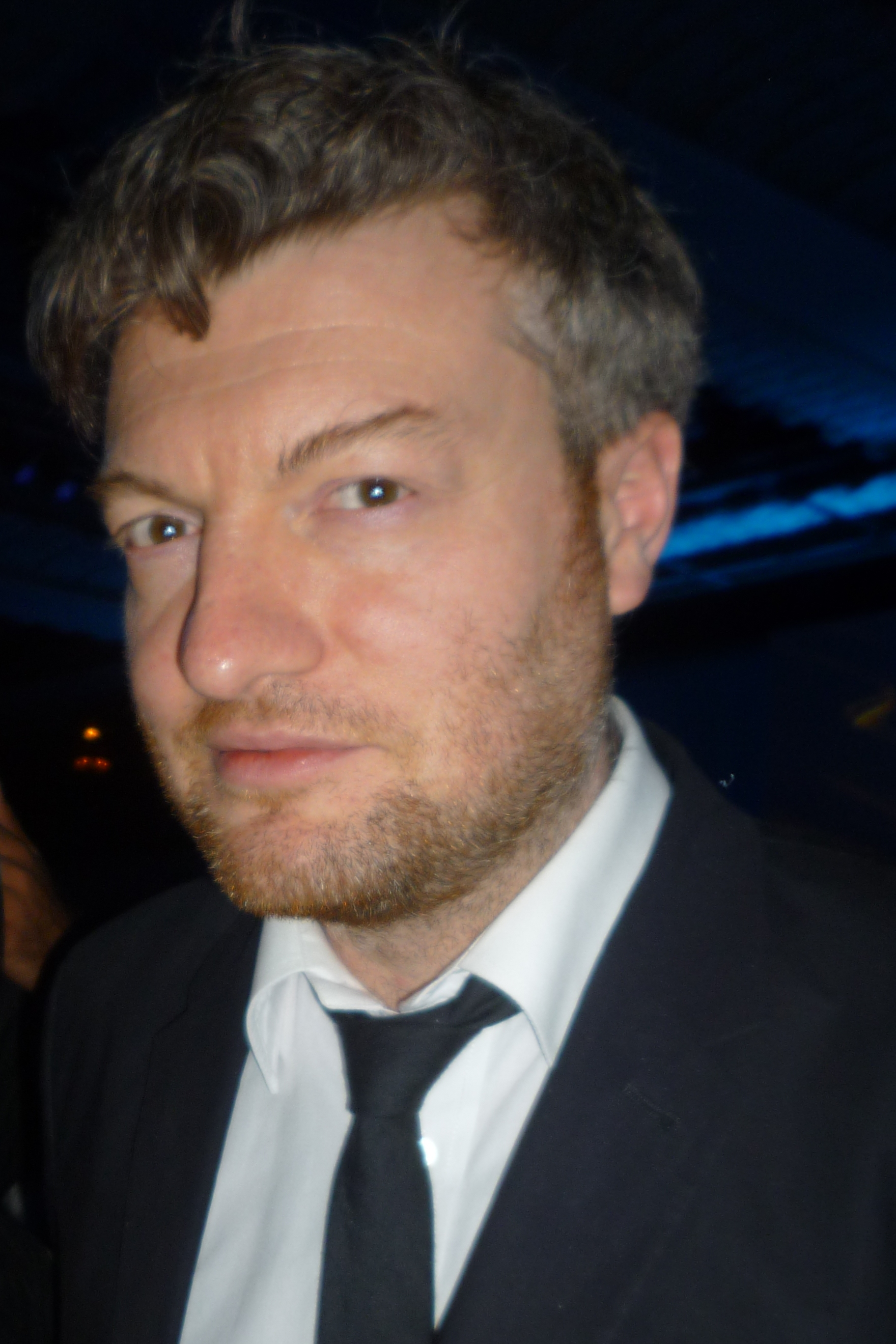
Mit San Junipero wollte Brooker verdeutlichen, dass auch Black Mirror positive Episoden haben kann.

Der erste Drehbuchentwurf fokussierte sich auf ein heterosexuelles Paar. Brooker änderte dies, da es die gleichgeschlechtliche Ehe im Jahr 1987 nicht gab und er der Folge somit eine größere Bedeutung geben wollte, da diese Änderung den Subtext über „zweite Chancen und dem Wiederaufleben des eigenen Lebens“ vertiefe. Brooker entschied sich zudem für die Vereinigten Staaten und nicht wie üblich Großbritannien als Handlungsort, um das bereits bestehende Verständnis der Zuschauer von Black Mirror „auf den Kopf“ zu stellen.
Eigentlich sollte die Episode wie die meisten Folgen der Serie ein eher tristes Ende haben und mit der oben beschriebenen Szene, in der sich die beiden Hauptfiguren im Krankenhaus treffen, enden. Laut Brooker fand er dann am Schreiben der Episode solchen Gefallen, dass er sich dazu entschied, weitere Szenen zu verfassen, unter anderem sollten Kelly und Yorkie gegen Ende in verschiedenen Epochen zu sehen sein, dies wurde aber nicht umgesetzt. Zudem sollte Kelly in einer Szene in San Junipero einen Kindergarten besuchen, dieser Einfall wurde gestrichen, da laut Brooker eine Sequenz, in der verstorbene Kinder vorkommen, für die Folge zu „traurig und ergreifend“ und daher unpassend sei. Auf die Frage eines Reddit-Benutzers, ob Kelly selbst nur eine Simulation sei, antwortete Brooker, dass alles, was in San Junipero zu passieren scheint, tatsächlich geschehe, die beiden Figuren zusammen seien und das glücklichste Ende haben, welches man sich vorstellen könne.
Im August 2017 gab Charlie Brooker in einem Interview bekannt, dass es in der Serie keine Fortsetzung der Folge geben werde, da er Kelly und Yorkie in San Junipero „glücklich weiterleben“ lassen wolle. Allerdings könne es eine Fortsetzung in einer anderen Form geben, beispielsweise als Graphic Novel.

### Kulturelle Referenzen und Musik
Brooker wählte „eher zufällig“ das Jahr 1987 als Handlungsjahr, achtete dabei aber auf Authentizität, beispielsweise ist in einer Szene ein Filmplakat für den Horrorfilm The Lost Boys zu sehen, der aus ebendiesem Jahr stammt. Zudem sind in dem Nachtclub mehrere für die 1980er Jahre typische Arcade-Spiele zu sehen, unter anderem Bubble Bobble, da Brooker diese in seiner Jugend gerne spielte und früher als Videospiel-Journalist tätig war.
Beim Joggen hörte Brooker zum ersten Mal das Lied Heaven Is a Place on Earth von Belinda Carlisle, welches im Jahr 1987 auf den Markt kam. Brooker glaubte, dass es sehr gut in die Endszene passen würde, und gestand in einem Interview, dass er „vollkommen aufgelöst“ gewesen wäre, wenn die Produzenten der Serie die Rechte an dem Lied nicht erhalten hätten. Neben Heaven Is a Place on Earth sind weitere Lieder aus demselben Jahr zu hören, unter anderem Girlfriend in a Coma der Band The Smiths sowie C’est la Vie von Robbie Nevil. Letzteres wurde vom Episoden-Regisseur Owen Harris vorgeschlagen, da es eines seiner Lieblingslieder ist. Heaven Is a Place on Earth und Girlfriend in a Coma sind zudem Hinweise auf die Wendung der Episode, da San Junipero wie ein „Himmel auf Erden“ ist, außerdem befindet sich eine der beiden weiblichen Hauptfiguren in einem koma-ähnlichen Zustand. Die restliche Musik der Folge wurde vom britischen Filmkomponisten Clint Mansell komponiert.

### Besetzung und Drehorte
| Figur       | Darsteller       | Deutscher Sprecher |
| ----------- | ---------------- | ------------------ |
| Kelly       | Gugu Mbatha-Raw  | Laura Preiss       |
| Yorkie      | Mackenzie Davis  | Ilena Gwisdalla    |
| Alte Kelly  | Denise Burse     | Dana Geissler      |
| Alte Yorkie | Annabel Davis    | stumm              |
| Greg        | Raymond McAnally | Claus Vester       |
| Wes         | Gavin Stenhouse  | Karim El Kammouchi |
| Laura       | Cheryl Anderson  |                    |
| Harvey      | Jackson Bews     |                    |

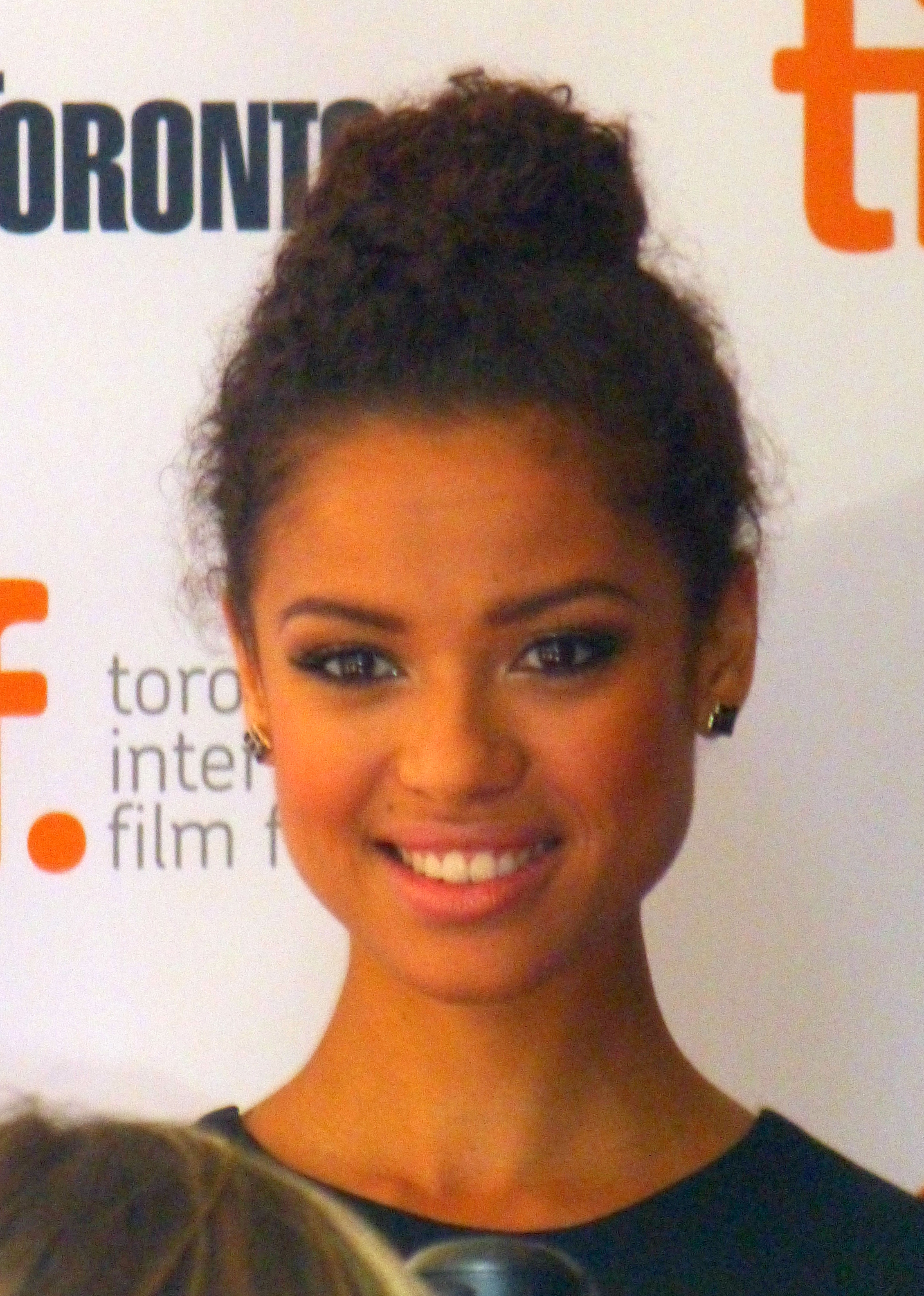
Gugu Mbatha-Raw im Jahr 2013

Owen Harris, der Regisseur der Folge, leitete bereits die Dreharbeiten einer anderen Episode der Serie mit dem Titel Be Right Back (deutscher Name Wiedergänger). Die erste Folge der zweiten Staffel weist laut Harris starke Ähnlichkeiten mit San Junipero auf, da in beiden Episoden Beziehungen im Mittelpunkt stehen. Für Kellys Part wurde die britische Schauspielerin Gugu Mbatha-Raw verpflichtet, die kanadische Darstellerin Mackenzie Davis übernahm die Rolle der Yorkie.
Laut Mbatha-Raw wurde die Folge an 14 Tagen innerhalb eines Zeitraumes von drei Wochen gedreht, meistens abends oder bei Nacht. Zudem habe es, was bei Dreharbeiten in der Regel ungewöhnlich ist, kaum Zeit zum Üben und auch keine Leseprobe gegeben.                                                                                                              Die Strandszenen wurden in Kapstadt aufgenommen, die restlichen in London. Owen Harris meinte, dass es in Kapstadt „sehr prächtige, wunderschöne“ Orte gibt, die es ihm ermöglichten, eine „etwas erhöhte“ Version von Kalifornien zu erschaffen. Zwar habe es während des Drehs einer Szene Schwierigkeiten gegeben, da der Wellengang sehr stark war, allerdings entstand so eine „wirklich schöne Textur“.

## Anspielungen

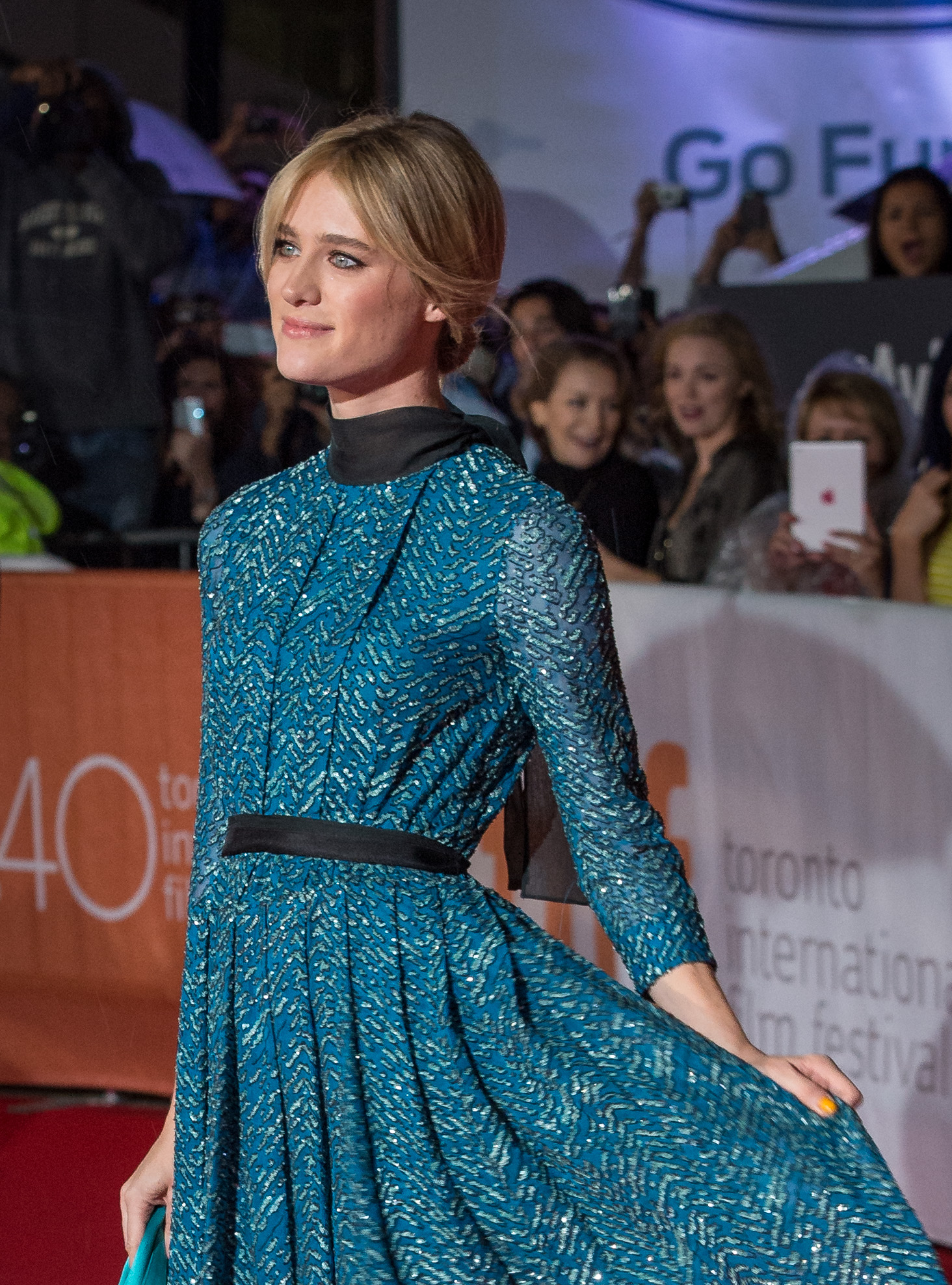
Mackenzie Davis im Jahr 2015

In USS Callister, der ersten Folge der vierten Staffel von Black Mirror, ist ein kleines Gerät zu sehen, mit dem man sich in das VR-Spiel Infinity einloggt. Es trägt den Schriftzug TCKR, der Entwicklerfirma von San Junipero, was darauf schließen lässt, dass beide Simulationen mithilfe derselben Software erzeugt werden. Weitere Anspielungen auf San Junipero lassen sich in Black Museum finden, der letzten Folge der vierten Staffel. In besagtem Museum werden Kleider der beiden Hauptfiguren ausgestellt, außerdem kommen ein Krankenhaus namens Saint Juniper’s und erneut die Firma TCKR vor. Stefan Butler, der Protagonist des interaktiven Films Bandersnatch, sucht ebendiese Klinik auf, zudem ist er für den Spieleentwickler Tuckersoft tätig, was ebenfalls auf TCKR und somit San Junipero anspielt.
Am 18. Mai 2017 wurde von Netflix ein zwei Minuten langer Clip auf YouTube gestellt. In diesem trifft Taystee (Danielle Brooks), eine Figur aus der Netflix-Serie Orange Is the New Black (Abk. OITNB), im Traum im Nachtclub aus San Junipero auf Poussey (Samira Wiley), die in der vierten Staffel von OITNB starb. Während ihres Treffens tragen die beiden dieselbe Kleidung, die auch von Kelly und Yorkie getragen wird, zudem haben Taystee und Poussey dieselben Frisuren wie die beiden Hauptfiguren der Episode, und Heaven Is a Place on Earth ist im Hintergrund zu hören, während die beiden tanzen.
Am 5. Oktober desselben Jahres erschien auf dem Youtube-Kanal von Netflix erneut ein Video, das San Junipero mit einer weiteren, auf Netflix laufenden Serie verbindet. In diesem ist zunächst eine Szene aus der Friends-Episode Flirt-Verbot (Originaltitel The One Where Phoebe Runs) der sechsten Staffel zu sehen. In dieser erklärt die Figur Ross (David Schwimmer) ihrem Freund Chandler (Matthew Perry), dass es im Jahr 2030 Computer geben wird, die ähnlich wie das menschliche Gehirn funktionieren werden. Deshalb könne man in der Zukunft ewig als Maschine weiterleben, da sich alle Gedanken und Erinnerungen auf diese Computer hochladen ließen. Danach folgt ein kurzer Ausschnitt aus San Junipero, womit scherzhaft angedeutet wird, dass Ross die in der Episode dargestellte Technologie vorhergesehen hat.
In einer Folge der Fernsehserie Riverdale steigt die Figur Joaquin (Rob Raco) in einen Bus, der nach San Junipero fährt.

## Rezeption
San Junipero erfuhr mehrheitlich eine positive Resonanz, hierbei wurde besonders die im starken Kontrast zu den davor ausgestrahlten Folgen der Serie stehende positive Atmosphäre hervorgehoben. Rebecca Nicholson vom Guardian schrieb, die Folge ließe die Zuschauer an die „Kraft der Liebe glauben, die Schmerz und Einsamkeit bekämpft“. Corey Atad von Esquire und Tim Goodman von The Hollywood Reporter behaupteten, dass die Folge die Zuschauer zu Tränen rühren würde. Jacob Stolworthy, ein Redakteur der Independent, befand, dass San Junipero die „ehrgeizigste“ Episode der gesamten Serie sei, da nach der vorangegangenen, sehr düsteren Folge Shut Up and Dance (deutscher Titel Mach, was wir sagen) die Effektivität ihres glücklichen Endes noch verstärkt werde. Obwohl Stolworthy die Folge insgesamt positiv bewertete, bezeichnete er den dritten Akt als „überladen“ und meinte, anstelle der letzten Episode der Staffel Hated in the Nation (deutscher Titel Von allen gehasst) hätte San Junipero 90 Minuten lang sein müssen.
Mbatha-Raw und Davis wurden vielfach für ihr emotionales, überzeugendes Spiel und ihre Chemie gelobt, unter anderem von Pat Stacey in der Irish Independent und Matt Fowler von IGN. Obwohl Robbie Collin in The Daily Telegraph die Dialoge kritisierte, lobte er das Ende, welches durch das lebhafte und überzeugende Spiel von Gugu Mbatha-Raw emotional werde. Negativ äußerte sich Andrew Wallenstein von Variety, der behauptete, die beiden Hauptdarstellerinnen hätten nicht die „emotionale Schlagkraft“, die benötigt werde, um die Folge herausstechen zu lassen.
Die Wendung der Episode wurde von Louise Mellor, einer Redakteurin der Webseite Den of Geek, als „fesselnd“ bezeichnet, während es laut Zack Handlen des The A.V. Club der Folge gelingt, den Zuschauern sowohl neue Informationen zu liefern als auch ihr Interesse an den Charakteren zu wahren. Allerdings bemängelte erneut Robbie Collin, dass der zentrale Konflikt und somit die Wendung der Episode bereits mehrfach in Science-Fiction-Werken behandelt wurden.
Der Soundtrack der Folge fand bei den Kritikern ebenfalls Anklang. Alex Mullane der Website Digital Spy nannte Mansells Kompositionen „wunderbar zärtlich“.

Die Farben lila und pink, die auf der Flagge der Bisexuellen zu sehen sind, werden in der Episode verwendet, um die Sexualität der Hauptfigur Kelly zu kennzeichnen.

San Junipero wurde ebenfalls von der LGBT-Gemeinschaft äußerst positiv aufgenommen. San Junipero ist die erste Episode der Serie, in der ein homosexuelles Paar vorkommt, zudem umgeht die Folge einen in der US-amerikanischen Popkultur weit verbreiteten Tropus. In vielen Werken, in denen ein oder mehrere nicht-heterosexuelle Charaktere vorkommen, lassen diese am Ende häufig ihr Leben oder durchleben eine unglückliche Trennung. San Junipero ist daher eine Ausnahme: Obwohl Kelly und Yorkie am Ende der Episode sterben, ist ihr Ende ein Happy End, da sie glücklich vereint zusammen leben. Zudem stehen in mehreren Szenen die Farben neon und pink im Mittelpunkt, was als sogenanntes bisexual lightning verstanden werden kann. Bei diesem werden Farben, die in der Flagge der Bisexuellen vorkommen (pink, lila und rot), als Szenenbeleuchtung verwendet, um bisexuelle Charaktere zu kennzeichnen.
In mehreren Listen, unter anderem von GQ, Variety, Vox, Time, The Washington Post und The New York Times befindet sich San Junipero unter den besten Fernsehepisoden des Jahres 2016.
Auf Rotten Tomatoes erhielt die Folge einen Wert von 91 Prozent basierend auf 22 Kritiker-Bewertungen, von denen 20 positiv und zwei negativ ausfielen. Die durchschnittliche Punktevergabe liegt bei 8,0 von 10 Punkten (Stand: 23. März 2019). Rund 60.000 Nutzerbewertungen der Internet Movie Database ergaben eine durchschnittliche Bewertung von 8,6 aus 10 Punkten. Die Episode hat dadurch die höchste Bewertung innerhalb der dritten Staffel (Stand: 18. April 2023).

## Auszeichnungen
Im Jahr 2017 wurde San Junipero bei den GLAAD Media Awards in der Kategorie Outstanding Individual Episode ausgezeichnet. Den Preis erhalten LGBT-relevante Folgen von Fernsehserien, in denen üblicherweise keine regulären LGBT-Charaktere vorkommen. Zudem gewann die Episode im selben Jahr bei den Emmy Awards in den Sparten Outstanding Television Movie (Bester Fernsehfilm) und Outstanding Writing for a Limited Series, Movie, or Dramatic Special (Bestes Drehbuch für eine limitierte Serie, Fernsehfilm oder dramatisches Special). San Junipero erhielt ebenfalls im Jahr 2018 einen IGN-Award in der Kategorie Beste Fernsehepisode sowie eine Nominierung für einen Hugo Award in der Sparte Beste dramatische Präsentation (Kurzform).